# Thomas & vännerna: Den stora upptäckten
Thomas & vännerna: Den stora upptäckten (engelska: Thomas & Friends: The Great Discovery) är en brittisk barn- och familjefilm som hade världspremiär den 20 september 2008.  Filmen är regisserad av Steve Asquith med bland annat Pierce Brosnan i rollerna. Filmen är baserad på TV-serien Thomas och vännerna.

## Handling
Följ med Thomas och vännerna på ett helt nytt långfilmsäventyr! Denna gång tuffar Thomas in i ett outforskat område och upptäcker den bortglömda staden Vattenköpinge. Kontrollchefen bestämmer att staden ska renoveras lagom till Rälsöns Dag och det nya loket Stanley kommer till ön för att hjälpa Thomas med det stora arbetet. Stanley visar sig vara lite för duktig och stark, vilket gör att Thomas upplever att hans position som Rälsöns bästa lok är i fara.

## Rollista (röster)
- Pierce Brosnan